# Hexatoma miranda
Hexatoma miranda är en tvåvingeart som beskrevs av Alexander 1938. Hexatoma miranda ingår i släktet Hexatoma och familjen småharkrankar. Inga underarter finns listade i Catalogue of Life.